# Comunità Alto Garda e Ledro

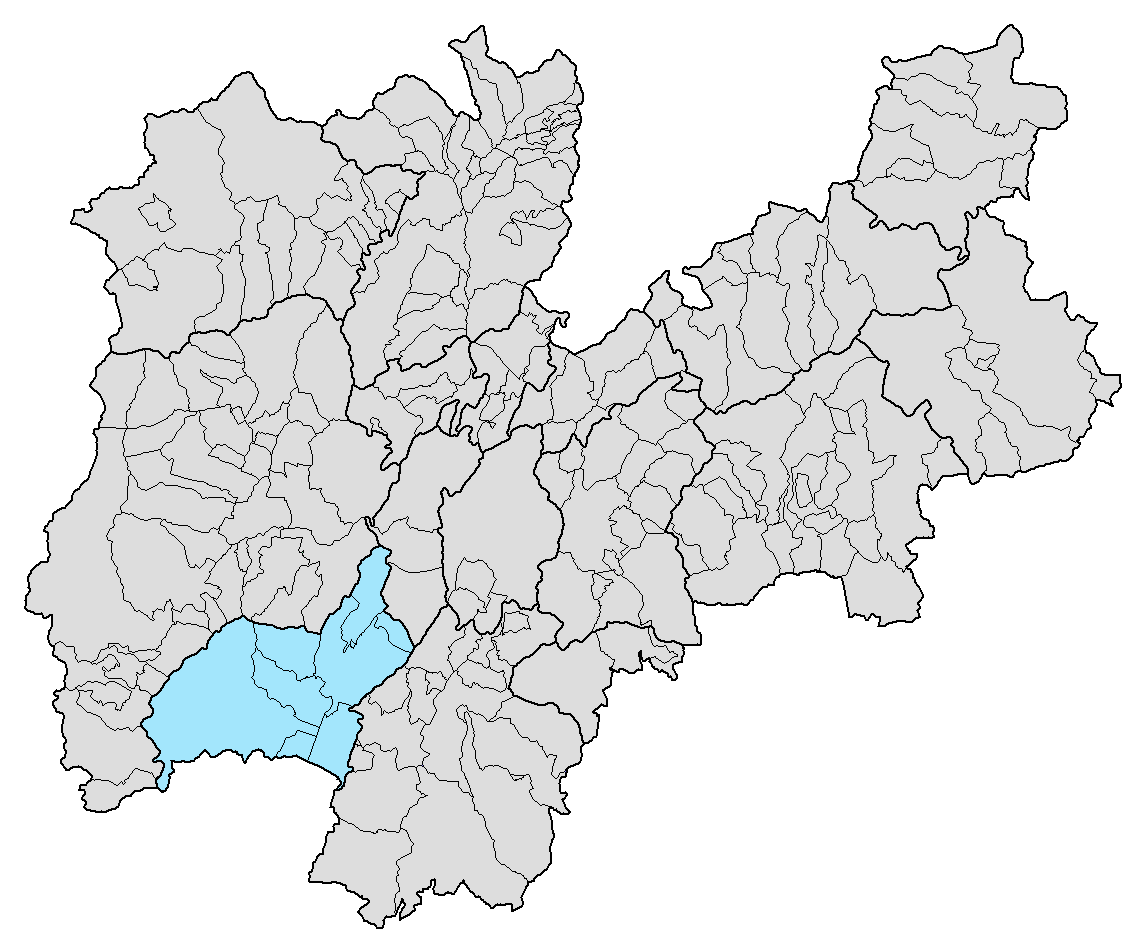
Lage der Comunità Alto Garda e Ledro in der Autonomen Provinz Trient

Die Comunità Alto Garda e Ledro (italienisch für Gemeinschaft des Oberen Garda und Ledro) ist eine Talgemeinschaft der Autonomen Provinz Trient. Der Gemeindeverband hat seinen Verwaltungssitz in Riva del Garda.

## Lage
Die im Süden des Trentino liegende Talgemeinschaft umfasst die Gemeinden am nördlichen Ufer des Gardasees und des Ledrotals. Sie liegt  zwischen dem vom Chiese durchflossenen gleichnamigen Tal im Westen und dem Etschtal im Osten. Im Norden bilden der Passo Ballino mit den Äußeren Judikarien und der Lago di Cavedine mit dem Valle di Cavedine die Grenzen. Im Südwesten grenzt sie an die zur Lombardei gehörende Provinz Brescia und im Südosten an die Provinz Verona in Venetien.
Das Gebiet liegt am Übergang der submediterranen mit der kontinentalen Zone der Alpen, was sich am Klima und an der Flora und Fauna widerspiegelt. Der tiefste Punkt der Talgemeinschaft liegt in Torbole mit 68 m s.l.m., der höchste ist der Monte Cadria mit 2254 m s.l.m. Die Talgemeinschaft hat eine Gesamtfläche von  353,33 km².

## Gemeinden der Comunità Alto Garda e Ledro
Zur Talgemeinschaft  Alto Garda und Ledro gehören folgende sieben Gemeinden:
| Wappen | Gemeinde       | Bevölkerung | Höhe  | Fläche | Lage |
| ------ | -------------- | ----------- | ----- | ------ | ---- |
|        | Arco           | 17.754      | 91 m  | 63,22  | ⊙    |
|        | Drena          | 597         | 398 m | 8,34   | ⊙    |
|        | Dro            | 5.064       | 123 m | 27,95  | ⊙    |
|        | Ledro          | 5.387       | 660 m | 154,6  | ⊙    |
|        | Nago-Torbole   | 2.768       | 68 m  | 28,39  | ⊙    |
|        | Riva del Garda | 17.857      | 70 m  | 40,73  | ⊙    |
|        | Tenno          | 2.031       | 428 m | 28,3   | ⊙    |

Bevölkerung (Stand 31. Dezember 2023)
Fläche in km²

## Schutzgebiete
In der Talgemeinschaft Alto Garda und Ledro befinden sich zehn Natura 2000 Schutzgebiete sowie vier weitere kommunale Biotope, die von der Talgemeinschaft verwaltet werden. Des Weiteren fallen teilweise in den Zuständigkeitsbereich der Talgemeinschaft der Parco naturale locale del Monte Baldo sowie der Parco Fluviale della Sarca. Auch das 2015 zugewiesene UNESCO-Biosphärenreservat Ledroalpen und Judikarien fällt in Teilen in das Gebiet der Talgemeinschaft.